# Телеграфний провулок
Телегра́фний провулок — провулок у Печерському районі міста Києва, місцевість Печерськ. Пролягає від Рибальської вулиці до Печерського узвозу.

## Історія
Виник ймовірно на межі XIX—ХХ століть під такою ж назвою, завдяки військовому телеграфу, що тут розміщувався.
На початку 1980-х років приєднаний до Рибальської вулиці та став формувати заключну частину вулиці, що має форму літери «Ґ». Однак у 2010-x роках провулок знову з'явився в офіційних документах міста: його було включено до офіційного довідника «Вулиці міста Києва» та містобудівного кадастру.
На провулку розташований дитячий садок № 632, що  має офіційну адресу «Телеграфний провулок, 2».